# پوکیونگوسور
پوکیونگوسور (نام علمی: Pukyongosaurus) نام یک سرده از راسته خزنده‌کفلان است.